# 中之作
中之作（なかのさく）は、福島県いわき市の大字である。郵便番号は970-0313。

## 地理
いわき市南東部の小名浜地区に属し、地区内北東部の太平洋沿岸に位置する。北東で江名、東で折戸、西から北にかけ永崎とそれぞれ隣接する。概ね町村制施行以前の磐前郡中ノ作村の流れを汲む地域である。中之作港の南側区域からさらに南部にある竜ケ崎にかけての沿岸部の平地と、周囲の山林を範囲とする。小名浜岡小名に所在するいわき東警察署及び小名浜に所在する小名浜消防署がそれぞれ管轄にあたる。

### 主な字
字
- 入
- 川岸

- 植作
- 長田

- 榎戸
- 戦

- 須賀
- 栄町

- 勝見ケ浦

## 歴史
- 1879年1月27日 - 平藩領中ノ作村が福島県内における郡区町村制の施行により磐前郡の村となる[4]。
- 1889年4月1日 - 町村制の施行により中ノ作村が江名村、下神白村、上神白村、永崎村と合併し、磐前郡江名村が発足する。中ノ作村域は江名村の大字となる[4]。
- 1896年4月1日 - 磐前郡と周辺郡との合併により石城郡が発足し、石城郡江名村となる[4]。
- 1923年3月1日 - 江名村が町制施行し、石城郡江名町の大字となる[4]。
- 1954年3月31日 - 江名村が泉町、渡辺村、小名浜町と合併、磐城市が発足し、磐城市の大字となる[4]。
- 1966年10月1日 - 磐城市が平市・常磐市・内郷市・勿来市、石城郡小川町・遠野町・四倉町・川前村・田人村・好間村・三和村、双葉郡久之浜町・大久村と合併しいわき市となり、いわき市小名浜地区の大字となる[4]。

## 世帯数と人口
2023年10月31日現在の世帯数と人口は以下の通りである。
| 大字   | 世帯数  | 人口  |
| ------ | ------- | ----- |
| 中之作 | 172世帯 | 362人 |

## 小・中学校の学区
市立小・中学校に通う場合、学区は以下の通りとなる。
| 番地 | 小学校               | 中学校               |
| ---- | -------------------- | -------------------- |
| 全域 | いわき市立永崎小学校 | いわき市立江名中学校 |

## 交通

### 道路
- 福島県道15号小名浜四倉線
  - 中ノ作北トンネル
  - 中ノ作南トンネル
- 一級市道四倉永崎線

### バス
新常磐交通路線バス
- （平方面） - 川岸 - （小名浜方面）
  - いわき駅～豊間～江名～小名浜
  - いわき駅～豊間～小名浜～泉駅
  - 小名浜～江名～いわき駅～平商
  - 小名浜～江名～豊間～光洋高校
  - 西原～江名～泉駅～湯本高校
  - 泉駅～江名～平工業高～いわき駅

## 施設
- 中之作港
- 中之作魚市場
- 眞福寺
- 諏訪神社